# NGC 2002
NGC 2002 ist ein Sternhaufen in der Großen Magellanschen Wolke im Sternbild Schwertfisch. Der Sternhaufen wurde am 24. September 1826 vom Astronomen James Dunlop mit einem 23-cm-Teleskop entdeckt. Die Entdeckung wurde später im New General Catalogue verzeichnet.